# رون ريتشاردز (لاعب كرة قدم أسترالية)
رون ريتشاردز (بالإنجليزية: Ron Richards) هو مدرب كرة قدم أسترالية أسترالي، ولد في 11 مايو 1928، وتوفي في 20 سبتمبر 2013.

## وصلات خارجية
- رون ريتشاردز على موقع AustralianFootball.com (الإنجليزية)
- رون ريتشاردز على موقع AFLtables.com (الإنجليزية)